# Kadeem Batts
Kadeem Deshawn Batts (ur. 6 lipca 1991 w Powder Springs) – amerykański koszykarz występujący na pozycjach silnego skrzydłowego oraz środkowego.
22 sierpnia 2016 roku podpisał umowę z klubem Rosy Radom. Został zwolniony po tygodniu współpracy.
24 lipca 2019 został zawodnikiem Śląska Wrocław. 17 września opuścił klub.

## Osiągnięcia
Stan na 25 lipca 2019, na podstawie, o ile nie zaznaczono inaczej.
NCAA
- Uczestnik turnieju NCAA (2014)
- Mistrz turnieju konferencji Big East (2014)
- Zawodnik, który poczynił największy postęp w konferencji American Athletic (AAC – 2013)
- Zaliczony do:
  - składu All-AAC Honorable Mention (2013)
  - II składu Big East (2014)